# Distrito de Puyca

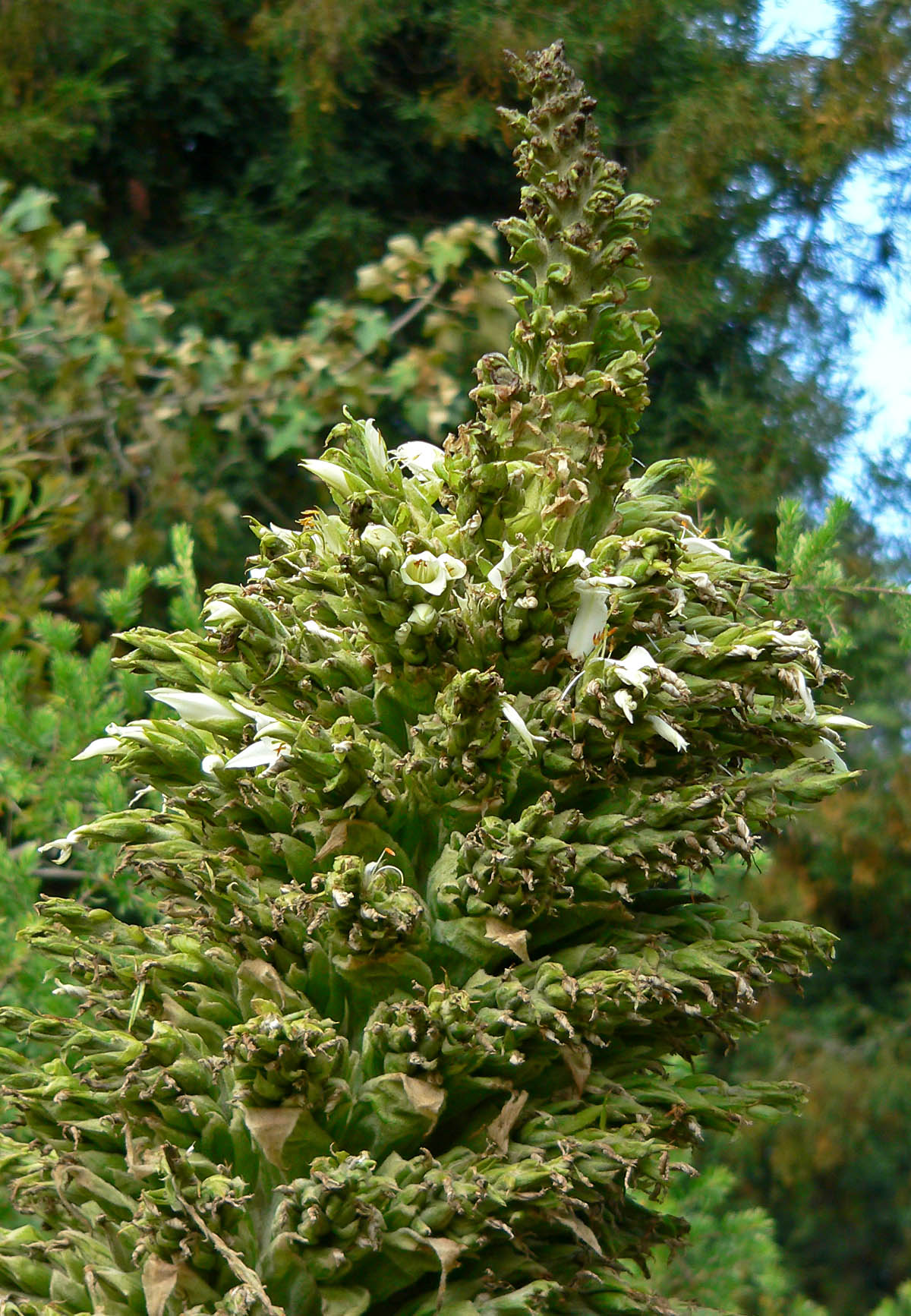
Puya raimondii.

El distrito de Puyca es uno de los diez distritos que conforman la provincia de La Unión en el departamento de Arequipa, bajo la administración del Gobierno regional de Arequipa, en el sur del Perú.
Desde el punto de vista jerárquico de la Iglesia católica forma parte de la Prelatura de Chuquibamba en la Arquidiócesis de Arequipa.

## Historia
El distrito fue creado mediante Ley s/n del 13 de octubre de 1891, en el gobierno del Presidente Remigio Morales Bermúdez.
Segregado del distrito de Alca, por Ley del 7 de octubre de 1891.

El distrito de Puyca tendra por capital el pueblo de su nombre,  y se compondra de los caseríos Petque, Machuanca, Suni, Huactapa, Churca y de las punas de Cuspa, Sayrosa y Ocoruro.

En dicha ley se precisan sus límites:

Art. 4°  Los limites entre ambos distritos, a partir de la cordillera de Yanacanta, serán la línea que va de la toma de Cabra Cabra, por  Atocc-Punco, al mal paso de Puncuncha, y desde este punto siguiendo la cuchilla de ese nombre hasta el río grande que baja por el pueblo de Alca, separandolo del distrito de Huaynacotas.

## Centros poblados
El Distrito de Puyca posee centros poblados tales como Pettecc, Maghuanca, Suni, Huactapa, Churca, Cuspa, Sayroso, Chincahyllapa y Ocoruro.

## Autoridades

### Municipales
- 2011-2014[3]
  - Alcalde: Celso Víctor Quille Totocayo, del Partido Popular Cristiano (PPC).
  - Regidores: Celso Torres Totocayo (PPC), Reyna Victoria Yanqui Alcahuamani (PPC), Dina Quispe Torres (PPC), Roberto Machacca Allcca (PPC), María Antonia Yanqui Allccahuamani (Acción Popular).
- 2007-2010
  - Alcalde: Ángel Eugenio Pachau Jiménez.

### Religiosas
- Obispo Prelado: Mons. Mario Busquets Jordá.

## Festividades
- Virgen de la Natividad.

## Turismo
- Bosque de Puyas de Raimondi, el anexo de Lauripampa casi a 4.000 m s. n. m. Las "puyas de Raimondi" pertenecen a la familia de las bromeliáceas y son consideradas como las inflorescencias más grande que existen, pueden llegar a medir hasta 10 m de altura. Especie en peligro de extinción.
- Aguas termales en Ccoñecyaco, Chihuaya, Suni, Occoruro, Cushpa y Fullallo.
- Laberinto de fuego de Occoruro, también conocido como ojos del diablo. Se trata de un grupo de volcanes en miniatura por donde afloran aguas sulfurosas a temperaturas elevadas.
- Laguna de Icma.
- Ruinas arqueológicas de Maukallacta. Se trata de una ciudadela histórica de la época de los Wari.
- Las Chullpas Sihuinchuy.
- Andenes precolombinos. En las faldas de los cerros: Huashuamarca, Challhuayo, Pampa Canllani, Ccasiri hasta casi las orillas del río Sipro.
- Ruinas de Churca, Incaruhuaniruinas, Chuñocheuja, Llimbra, Inke, Uchurca y Incaruhuani.